# Île aux Phoques (îles Shetland du Sud)
Pour les articles homonymes, voir Île aux Phoques.
Les îles aux Phoques (en anglais : Seal Islands) sont un petit archipel de l'Antarctique, appartenant aux îles Shetland du Sud.
Les îles sont reconnues zone importante pour la conservation des oiseaux.